# Лиховицкий, Андрей Сергеевич
Андрей Лиховицкий (р. 23 июня 1986, Самара) — российский и белорусский гимнаст.
Воспитанник тренеров А. И. Левшина, О. И. Нечепуренко. В первой половине карьеры представлял Ростовскую область России. Становился чемпионом России (2010 — брусья), серебряным (2009 — конь) и бронзовым (2010 — вольные упражнения, конь) призёром чемпионатов страны.
В 2013 году принял гражданство Беларуси и стал членом национальной сборной. Участвовал в ряде чемпионатов мира по спортивной гимнастике, в том числе в 2013, 2014 и 2015 годов и прошёл квалификацию на летних Олимпийских играх 2016 года, где финишировал на 18-м месте в индивидуальных соревнованиях по многоборью среди мужчин. Бронзовый призёр Европейских игр 2019 года в упражнении на коне. Прошёл квалификацию для участия в Олимпиаде 2020 года, но отказался от участия.